# Fimbriae (bactériologie)

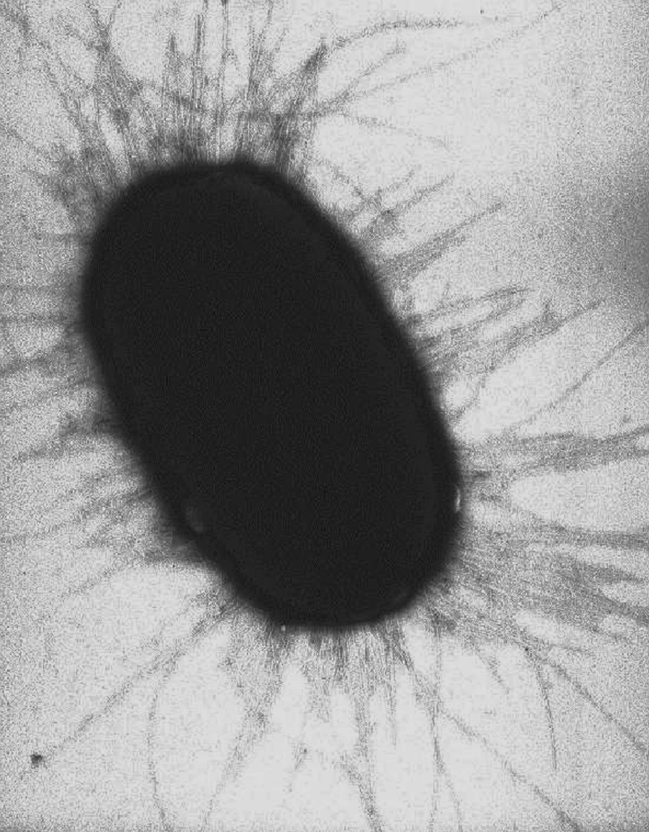
fimbriae d' Escherichia coli.

fimbriae d' Escherichia coli.

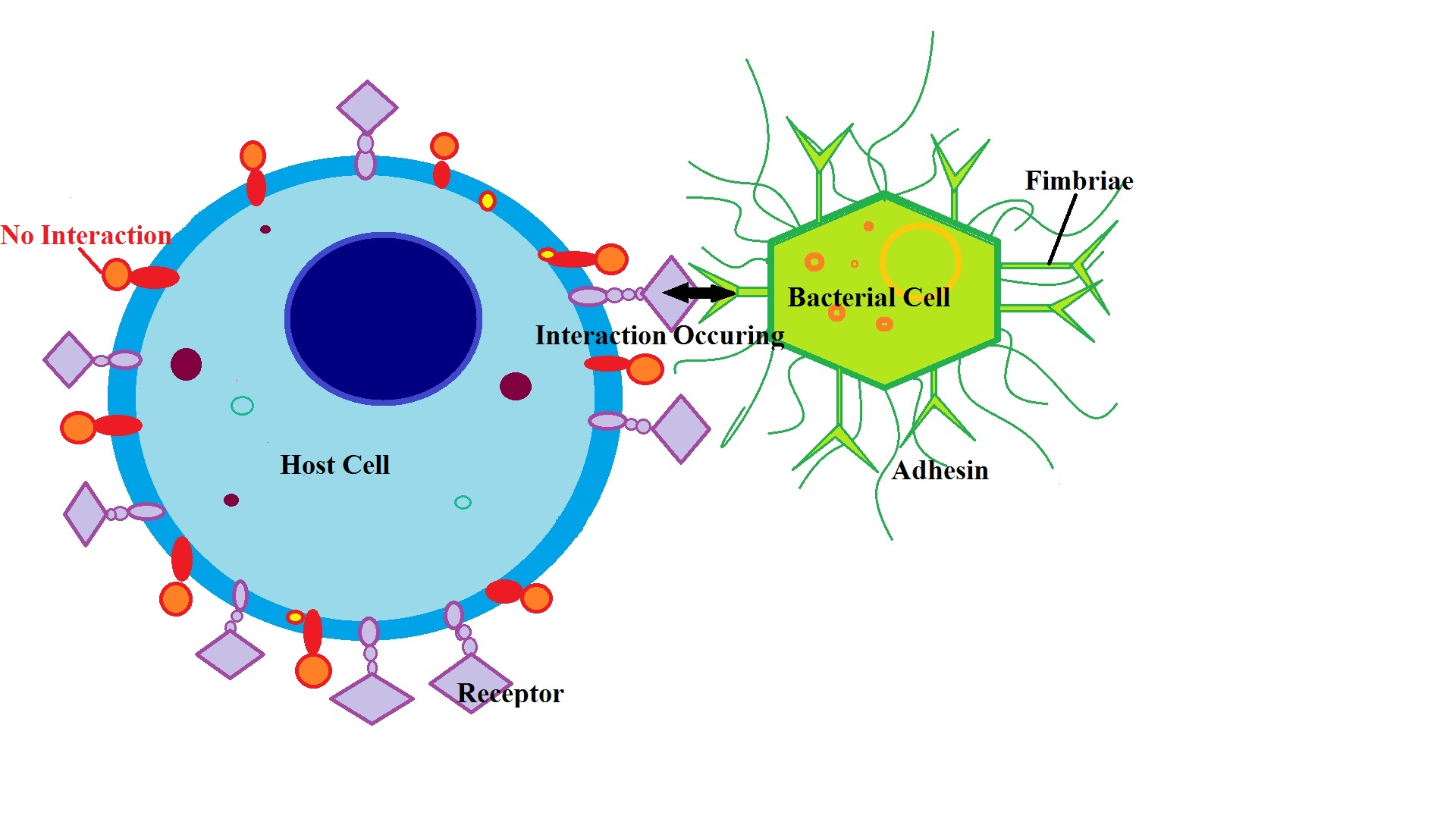
Adhésion des fimbriae. Dans ce processus, les fimbriae d'une bactérie adhèrent à des protéines spécifiques (les récepteurs), situées sur la membrane externe de la cellule hôte. Ils le font d'abord par interactions non-spécifiques (force électrostatique, liaison hydrogène, force de Van der Waals), puis par une interaction spécifique entre les récepteurs de la cellule hôte et les fimbriae de la bactérie.

Les mots pili et fimbriae sont souvent interchangeables, mais dans le domaine de la bactériologie, on appelle plutôt « fimbria » (fimbriae au pluriel) les pili de petite taille qui caractérisent de nombreuses bactéries (pili est le pluriel de pilus, qui en latin désigne le poil ou le cheveu).

Les pili sont les excroissances de la membrane externe de certaines espèces de bactéries, qui permettent à ces espèces de se mouvoir et d'adhérer à un substrat. Ce substrat peut être minéral ou organique, inanimé (nécromasse, excréments, excrétats) ou vivant et animé dans le cas d'une autre bactérie ou d'une cellule d'un organe ou organisme-hôte.
Les fimbriae sont des appendices protéiques (constituées de sous unités de piline organisées en hélice formant les filaments), présents chez de nombreuses bactéries Gram-négatives qui sont plus fins et plus courts que ne le sont les flagelles.

Ils ne sont pas capables de rotation et ne présentent pas de corps basal complexe.
Avec les progrès de la microscopie et de la biologie moléculaire, de nombreux types de pili ont été identifiés.

## Tailles
Les fimbriae mesurent de 3 à 10 nanomètres de  diamètre et ils mesurent 1 à 2 micromètres de long. Ils ne sont donc visibles qu'en microscopie électronique.

On en compte au moins 10 par cellule et certaines bactéries sont couvertes de plus de 1 000 fimbriae, 

## Construction
Les molécules sont sécrétées dans le cytoplasme et assemblées dans la membrane sous le contrôle de gènes spécifiques (identifiés pour certaines bactéries). Le pilus émerge vers l'extérieur, au travers d'une "protéine-porte".

L’extrémité du pilus est constitué de protéines adhésives  (adhésines) capable de reconnaître certaines molécules, dont les oligosaccharides tels que le mannose de leurs cellules-cibles sur la paroi intestinale (pour les bactéries intestinales infectant les muqueuses intestinales).

## Rôles
Les fonctions évidentes sont l’agrégation bactérienne et la formation de biofilms bactériens.
Les fimbriae permettent à certains Procaryotes d'adhérer les uns aux autres ou à un substrat. Ils permettent aussi de se fixer aux surfaces.

### Virulence
Les fimbriae jouent un rôle majeur pour expliquer la virulence de certaines bactéries dont E. coli, staphylocoques et streptocoques, gonocoques..) qui peuvent ainsi s'accrocher à leurs hôtes et mieux les infecter.

### Association symbiotiques
Certaines bactéries vivent en communautés symbiotiques avec des champignons ou plantes (légumineuses par exemple)